# Стефан Матлиев
Стефанов Матлиев е български революционер и общественик, деец на Вътрешната македоно-одринска революционна организация.

## Биография
Стефан Матлиев е роден в град Охрид, тогава в Османската империя. По професия е търговец на погребални вещи, митнически агент в Солун и е един от първите, посветени от Даме Груев, членове на ВМОРО. Влиза в Солунския окръжен комитет на организацията заедно с ръководителя Антон Димитров и членовете Васил Мончев, Тодор Гавазов и Христо Червениванов.
Негов син е революционерът Анастас Матлиев.